# Економічно активне населення
Економічно активне населення — це частина населення обох статей, яка протягом певного періоду забезпечує пропозицію своєї робочої сили для виробництва товарів і надання послуг.
- Зайняті економічною діяльністю — це особи у віці 15 — 70 років, які виконують роботи за винагороду за наймом на умовах повного або неповного робочого часу, працюють індивідуально (самостійно) або в окремих громадян-роботодавців, на власному (сімейному) підприємстві, безоплатно працюючі члени домашнього господарства, зайняті в особистому підсобному сільському господарстві, а також тимчасово відсутні на роботі. Зайнятими за цією методикою вважаються особи, які працювали протягом тижня не менше 4 годин (в особистому підсобному господарстві — не менше 30 годин) незалежно від того, була це постійна, тимчасова, сезонна, випадкова чи інша робота.

- Безробітні, (у визначенні МОП) — це особи у віці 15 — 70 років (як зареєстровані, так і незареєстровані в державній службі зайнятості), які одночасно задовольняють трьом умовам: не мають роботи (прибуткового заняття), шукають роботу або намагаються організувати власну справу, готові приступити до роботи протягом наступних 2 тижнів. До цієї категорії відносяться також особи, що навчаються за направленнями служби зайнятості, знайшли роботу і чекають відповіді або готуються до неї приступити, але в цей час ще не працюють.

Міжнародна організація праці рекомендувала систему класифікації, згідно з якою населення поділяється на економічно активне та економічно неактивне.
Поняття економічна активність можна застосовувати до населення, групи чи особи й за межами 15—70 років. Обмеження вказаними віковими рамками в методології обстеження населення з питань економічної активності пояснюється методологічно-статистичними причинами: у молодших за 15 та старших за 70 вікових групах рівень економічної активності статистично не значний, тому населення такого віку не обстежується.
Економічна активність — це прагнення працездатної людини застосовувати на практиці свої здібності, знання, вміння, навички, компетенції з метою отримання доходу. Реалізація такого прагнення виражається в зайнятості економічною діяльністю, а не реалізація — у безробітті.